# Victor Largeau
Victor Largeau (Magné, 21 de juny de 1842 - Niort, 29 de març de 1897) va ser un explorador francès que va visitar diversos territoris d'Àfrica i va contribuir a la divulgació del territori del Sàhara. Victor Largeau va nàixer en una família modesta de Magné el 1842. Tot i que es dirigí cap a una carrera de tipògraf, se sentí atret per Àfrica i començà la seva vocació de viatger a Algèria. El seu fill, Victor Emmanuel Largeau (1867-1916), també va ser explorador i va tenir un paper decisiu per a la colonització del Txad. Escrigué Le Sahara (1870), Le Pays de Rirha-Ouargla (1879) i Le Sahara algérien (1882). Fou el pare de Victor Emmanuel Largeau que també viatjà al Txad.